# Hanneke Smabers
Hanneke Smabers, född den 19 oktober 1973 i Haag, Nederländerna, är en nederländsk före detta landhockeyspelare.
Hon tog OS-brons i damernas landhockeyturnering i samband med de olympiska landhockeytävlingarna 2000 i Sydney.